# Isidrogalvia longiflora
Isidrogalvia longiflora là một loài thực vật có hoa trong họ Melanthiaceae. Loài này được (Rusby) Cruden & Dorr miêu tả khoa học đầu tiên năm 1992.